# Teemu Rantanen
Teemu Rantanen es un deportista finlandés que compitió en vela en la clase Europe. Ganó una medalla de oro en el Campeonato Mundial de Europe de 2008 y una medalla de oro en el Campeonato Europeo de Europe de 2005.

## Palmarés internacional
| Campeonato Mundial | Campeonato Mundial       | Campeonato Mundial | Campeonato Mundial |
| Año                | Lugar                    | Medalla            | Clase              |
| ------------------ | ------------------------ | ------------------ | ------------------ |
| 2008               | Santo António (Portugal) | Medalla de oro     | Europe             |
| Campeonato Europeo |                          |                    |                    |
| Año                | Lugar                    | Medalla            | Clase              |
| 2005               | Helsinki (Finlandia)     | Medalla de oro     | Europe             |